# Two Bridges

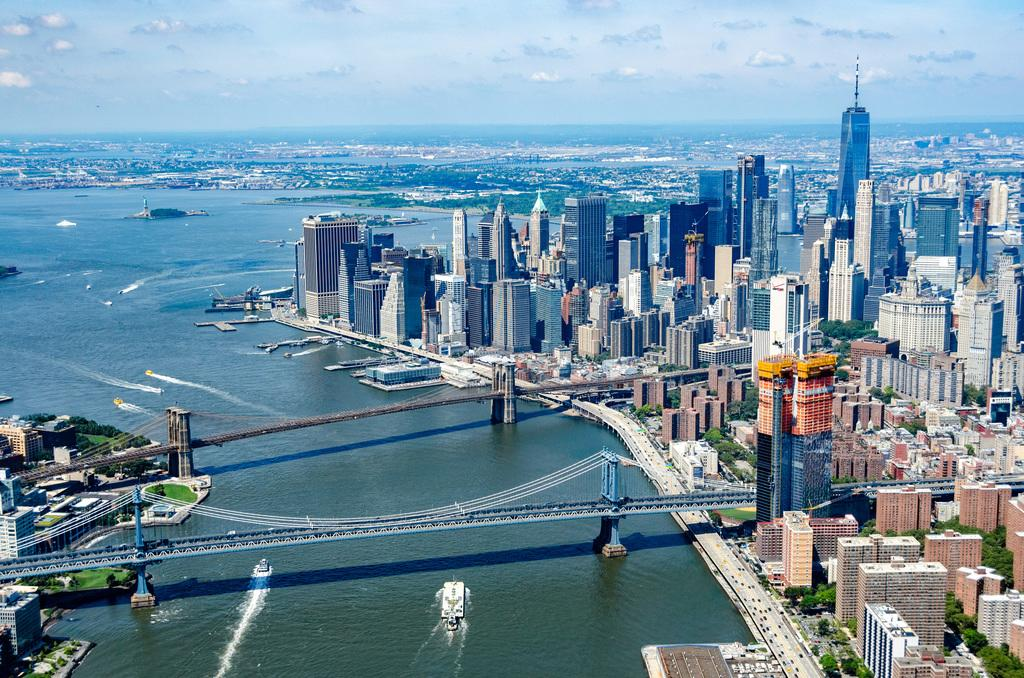
Two Bridges (rechts), luchtfoto uit 2017

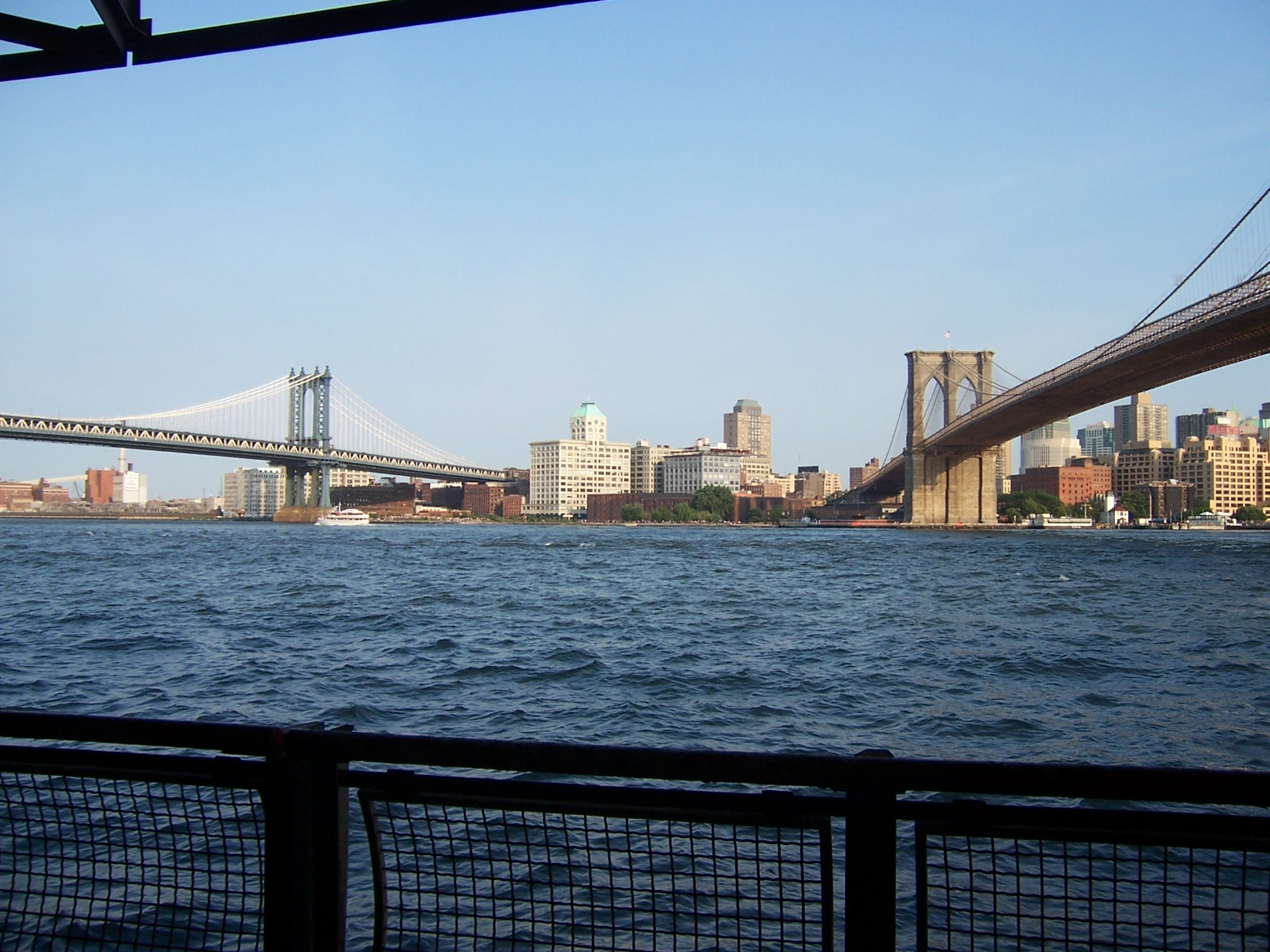
Brooklyn Bridge (rechts) en Manhattan Bridge, waarvan de naam afkomstig is

Two Bridges is een wijk in het oosten van Lower Manhattan op het eiland Manhattan in de Amerikaanse stad New York. 

## Omschrijving
Het district ligt aan en achter de FDR Drive in de Lower East Side en de naam verwijst naar de Brooklyn Bridge en de Manhattan Bridge, de beroemde hangbruggen die ginds dicht bij elkaar gelegen zijn en de East River overspannen. Het district werd opgenomen in het National Register of Historic Places in september 2003.
Two Bridges beslaat een oppervlakte aan de oostelijke kant van Lower Manhattan. In de 19e eeuw was de Lower East Side een florerende, residentiële buurt. Het is een wijk met vele huizen gebouwd in Federale stijl en is voor 35% bevolkt door Aziatische volkeren, waaronder een Chinese buurt met de naam Little Fuzhou.
Het district is naar topografie opgedeeld in twee delen: het gebied tussen de Brooklyn Bridge en de Manhattan Bridge dat grenst aan Chinatown, en een gebied ten oosten van de Manhattan Bridge dat grenst aan de Lower East Side. Madison Street is de centrale straat van de wijk, ze loopt onder de Brooklyn Bridge door naar de Manhattan Bridge en loopt vervolgens ook hieronder en gaat dan verder. Ten westen van de wijk ligt het financiële centrum van de stad, ten zuiden de wijk South Street Seaport.

## Bezienswaardigheden
- First Cemetery of Congregation Shearith Israel
- Knickerbocker Village
- Mariner's Temple
- Sea and Land Church
- St. James Church
- 51 Market Street
- Alfred E. Smith House, geboortehuis van oud-gouverneur Al Smith